# Thalassoma virens
Thalassoma virens là một loài cá biển thuộc chi Thalassoma trong họ Cá bàng chài. Loài này được mô tả lần đầu tiên vào năm 1890.

## Từ nguyên
Từ định danh của loài cá này, virens, trong tiếng Latinh có nghĩa là "màu xanh lục", hàm ý đề cập đến màu sắc của cơ thể ở cả hai giới. Đây cũng là màu của ngọc lục bảo, cũng là tên thông thường của loài cá này, emerald wrasse.

## Phạm vi phân bố và môi trường sống
T. virens có phạm vi phân bố giới hạn ở Đông Thái Bình Dương. Loài này chỉ được ghi nhận tại quần đảo Revillagigedo và đảo san hô Clipperton; một vài cá thể đã được quan sát ở cực nam của bán đảo Baja California.
T. virens sinh sống xung quanh các rạn san hô ở khu vực có sóng mạnh, độ sâu đến ít nhất 10 m.

## Loài bị đe dọa
Ở những vùng biển nhiệt đới phía đông Thái Bình Dương, tác động của El Niño đã dẫn đến tình trạng nước quá ấm và nghèo dinh dưỡng trong thời gian dài, gây nên sự suy giảm số lượng nghiêm trọng đối với các loài sống ở vùng nước nông, trong đó có T. virens. Vì lý do này mà chúng được xếp vào Loài sắp nguy cấp.

## Mô tả
T. virens có chiều dài cơ thể tối đa được ghi nhận là 30 cm. Cá đực có duy nhất một màu xanh lục lam bao phủ khắp cơ thể, đôi khi hơi ửng đỏ ở vùng bụng. Cá cái có màu xanh lục sẫm với các vạch đốm màu nâu đỏ trên vảy; đầu phủ dày đặc những đốm đỏ; thân có 6 dải sọc mờ nhưng sẫm màu so với thân. Vây đuôi lõm sâu ở cá đực đã trưởng thành; đuôi cụt ở cá cái.
Số gai ở vây lưng: 8; Số tia vây ở vây lưng: 12 - 13; Số gai ở vây hậu môn: 3; Số tia vây ở vây hậu môn: 10 - 11; Số gai ở vây bụng: 1; Số tia vây ở vây bụng: 5; Số tia vây ở vây ngực: 15 - 16; Số vảy đường bên: 26 - 27.